# Пионер (програма)
Вижте пояснителната страница за други значения на Пионер.
Програмата Пионер (на английски: Pioneer program) е американска космическа програма за изследване на планетите в Слънчевата система от безпилотни космически апарати. Двата най-известни апарата са Пионер 10 и Пионер 11, които изследват външните планети и напускат Слънчевата система. Всеки от тях носи златна плаки „Пионер“ изобразяваща мъж и жена, носеща информация за създателите на сондите, която да бъде ползвана ако някой ден бъдат открити от извънземна цивилизация.

## Ранни мисии от програма Пионер
Първите мисии са опит да се преодолее земното притегляне просто за да се докаже, че това е осъществимо и за да се изучава Луната. Това включва и първата мисия на НАСА, която е формирана от тогавашната НАКА. Тези мисии са проведени от американските военновъздушни сили и армия.

### Космически апарати „Ейбъл“ (1958 – 1960)
Повечето мисии са означени с най-известното си наименование и алтернативно в скоби.
- Пионер 0 (Тор-Ейбъл 1, Пионер) – космически апарат пратен да изследва Луната (Проблем с ракетата-носител след 77 секунда), 17 август 1958 г.
- Пионер 1 (Тор-Ейбъл 2, Пионер I) – космически апарат до Луната, не успява да навлезе в правилна орбита и изгаря в земната атмосфера (провал при третата степен на ракетата), 11 октомври 1958 г.
- Пионер 2 (Тор-Ейбъл 3, Пионер II) – лунен орбитър, обратно навлизане в атмосферата и изгаряне на апарата (неуспех при третата степен на ракетата), 8 ноември 1958 г.
- Пионер П-1 (Аталс-Ейбъл 4А, Пионер W), загуба на апарата, 24 септември 1959
- Пионер П-3 (Аталс-Ейбъл 4, Аталс-Ейбъл 4Б, Пионер X) – лунен орбитър, провал при опита за изстрелване, 26 ноември 1959
- Пионер 5 (Пионер П-2, Аталс-Ейбъл 4, Пионер V) – изстрелян в междупланетното пространство между Земята и Венера, 11 март 1960 г.[1]
- Пионер П-30 (Аталс-Ейбъл 5А, Пионер Y) – лунен космически апарат, неуспешен опит за навлизане в лунната орбита, 25 септември 1960 г.
- Пионер П-31 (Аталс-Ейбъл 5Б, Пионер Z) – лунен космически апарат, ракетата-носител се взривява 68 секунди след излитането, 15 декември 1960 г.

### Лунни сонди „Джуно II“ (1958 – 1959)
- Пионер 3 – апаратът не успява да навлезе в орбита около Луната, 6 декември 1958 г.
- Пионер 4 - първия космически апарат успял да излезе от гравитационното поле на Земята и навлязъл в хелиоцентрична орбита

## Късни мисии от програма Пионер (1965 – 1978)
Пет години след като мисиите на Ейбъл свършват Изследователски център „Еймс“ използва името „Пионер“ за нова поредица от космически апарати целящи първоначално изследване на вътрешната Слънчева система, а по-късно и мисии до Юпитер и Сатурн. Въпреки че мисиите са успешни те предоставят много „по-бедни“ снимки от тези на програма Вояджър стартирала пет години по-късно.
Новите космически мисии започват от Пионер 6.